# KBV 311
KBV 311 är ett av Kustbevakningens övervakningsfartyg. Fartyget levererades från Karlskronavarvet år 1997 som det sista i en serie bestående av tio likadana fartyg. För livräddning av nödställda finns ombord en räddningsbåt av fabrikat Avon Searider.